# Crowdmanager
Als Crowdmanager oder auch Crowd-Manager (englisch: crowd = Menge) wird eine Person bezeichnet, die
für die systematische Planung und Überwachung einer geordneten Bewegung oder Ansammlung von Menschen zuständig ist. Der Begriff Crowd-Manager wurde im deutschen Sprachraum im Zusammenhang mit dem Unglück bei der Loveparade 2010 öffentlich verwendet. In Anlehnung an J.J.Fruin (1993) haben Runkel & Pohl (2012: 191) eine deutschsprachige Definition für Crowd Management vorgeschlagen: Crowd Management ist die systematische Planung und proaktive Umsetzung der räumlichen Organisation von großen Menschen-Ansammlungen auf Basis kontinuierlicher Überwachung und Analyse der Massenbewegungen und Gruppendynamiken mit dem Ziel der Sicherung, des Schutzes und des Erhalts des Wohlbefindens aller Anwesenden und Beteiligten.
Für das Crowd Management gibt es spezielle Kurse für Personal, um auf Großveranstaltungen eingesetzt zu werden, beispielsweise von der Internationalen Seeschifffahrts-Organisation für das Personal auf Schiffen.
In Rhode Island in den USA sollen Crowd-Manager für manche Clubs und Bars vorgeschrieben werden. Auch in Maryland sind ähnliche Vorschriften in Kraft und es werden entsprechende Kurse angeboten.
Die National Fire Protection Association sieht den Crowd-Manager als wichtigen Bestandteil für Sicherheit in Nachtclubs und anderen Veranstaltungen, die mit Menschenansammlungen zu tun haben.